# Paranerita cuneoplagiatus
Paranerita cuneoplagiatus là một loài bướm đêm thuộc phân họ Arctiinae, họ Erebidae.